# Mušlovský dolní rybník
Der Mušlovský dolní rybník (deutsch Kutlerteich, auch Kutterteich) ist ein Fischteich auf der Gemarkung von Mikulov (Nikolsburg) in Tschechien. Er liegt zwei Kilometer nordwestlich von Sedlec (Voitelsbrunn) im Landschaftsschutzgebiet Pálava. 

## Geographie
Der Teich befindet sich nördlich der Siedlung Mušlov im Tal des Baches Mušlovský potok in der Milovická pahorkatina (Milowitzer Hügel). Unmittelbar oberhalb liegt der Mušlovský horní rybník (Strelitzer Teich). Umgeben wird der Mušlovský dolní rybník von Weinbergen. Nördlich erhebt sich der Kienberg (258 m n.m.), im Nordosten der Vysoký roh (Hocheck, 310 m n.m.), südöstlich der Liščí vrch (298 m n.m.) und im Süden der Mušlov (Muschelberg, 240 m n.m.).
Südlich des Teiches verläuft die Straße von Mikulov nach Lednice (Eisgrub); über dem Damm führt der Wanderweg von Mikulov nach Valtice (Feldsberg).

## Beschreibung
Der an seiner Südseite mit einem Erdschüttdamm angestaute Teich hat eine Fläche von 5,9 ha und einem Volumen von 64.000 m³. Am Auslass beträgt seine Wassertiefe 3,95 m und am Dammfuß 3,20 m; durchschnittlich ist der Teich 1,08 m tief.
Im Teich besteht eine artenreiche Vegetation aquatischer Makrophyten.

## Geschichte
Der Teich wurde wahrscheinlich unter den Herren von Liechtenstein als Fischteich der Herrschaft Nikolsburg angelegt. Im 1574 durch den neuen Grundherrn Adam von Dietrichstein erstellten Nikolsburger Urbar war der Teich Kutler mit 30 Schock Karpfen besetzt.
Unterhalb des Kutlerteiches bestand bis ins 19. Jahrhundert mit dem Hechtenteich ein weiterer Teich am Mušlovský potok.